# Dybowskiastrild
Der Dybowskiastrild (Euschistospiza dybowskii), auch Dybowskis Tropfenastrild genannt, ist eine Vogelart aus der Familie der Prachtfinken (Estrildidae). Sein Verbreitungsgebiet reicht vom Senegal und Sierra Leone bis zum Kongo, dem Sudan und Zentralafrika. Es werden keine Unterarten für diese Art unterschieden.

## Beschreibung

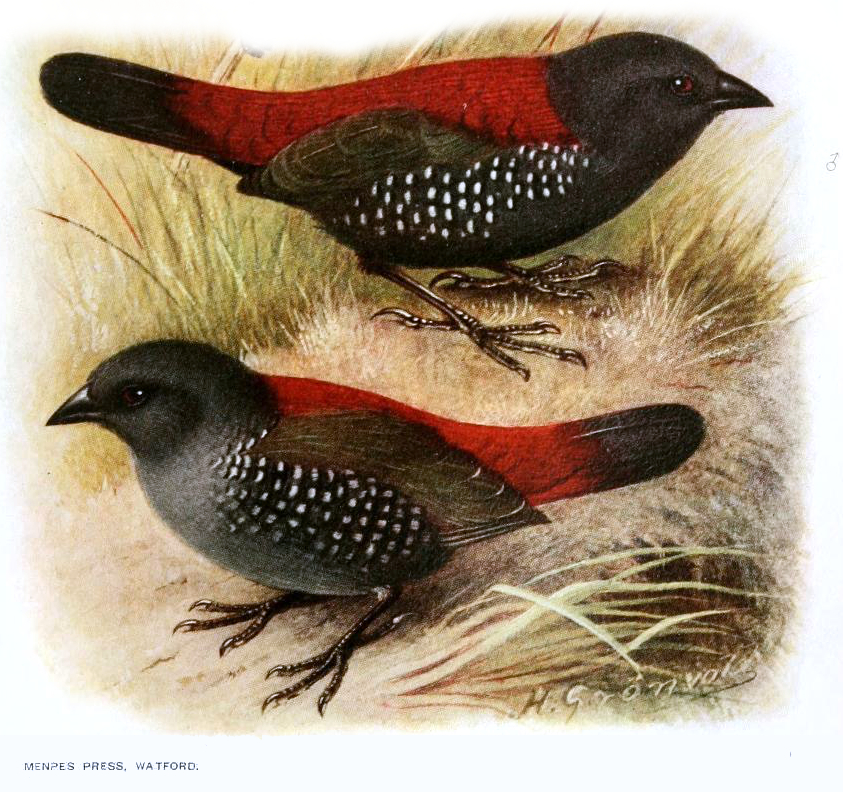
Dybowskiastrild, Illustration

Dybowskiastrilde erreichen eine Körperlänge von etwa elf bis zwölf Zentimeter. Das Federkleid ist überwiegend schiefergrau. Der Unterbauch ist schwarz-weiß gesperbert; auf der Körperoberseite verläuft ein dunkelrotes Band, das sich bis zu den Schwanzfedern fortsetzt. Weibchen sind ähnlich wie die Männchen gefiedert, jedoch etwas heller. Der Gesang der Dybowskiastrilde ist melodisch, zwitschernd und trillernd. Er wird von beiden Geschlechtern vorgetragen.
Über die Brutbiologie ist aus dem Freiland fast nichts bekannt. Die Beobachtungen wurden an gehaltenen Vögeln gemacht. Dybowskiastrilde sind Freibrüter, die ihr Napfnest im Gebüsch errichten. Als Nistmaterial verwenden sie trockenes Gras, Kokosfasern, Moos und Federn. Das Weibchen legt zwischen vier und fünf Eier, die 13 bis 14 Tage bebrütet werden. Die Nestlinge haben eine schwärzliche Haut. Die Dunen an Kopf und Rücken sind grau. Wie bei vielen afrikanischen Prachtfinken ist eine Art der Witwenvögel ein Brutparasit des Dybowskiastrild. Im Falle dieser Art ist es die Kamerun-Atlaswitwe.
Dybowskiastrilde sind territorial und Einzelnister. Ihr Gesang ist abwechselungsreich und kraftvoll. Da er schluchzende Triller und Pfiffe sowie flötende Töne enthält, ist der Gesang von Ornithologen sowohl mit der Nachtigall als auch der Amsel verglichen worden.

## Haltung
Dybowskiastrilde wurden erst 1959 erstmals nach Europa eingeführt. Sie zählten danach bis in die 1980er Jahre zu den Prachtfinkenarten, die nur sporadisch und dann in geringer Zahl in den Handel kamen. Unter anderem wegen dieser Seltenheit gehörte er zu den sehr begehrten Vögeln im Vogelhandel. Dies hat sich seitdem geändert. Dybowskiastrilde werden mittlerweile regelmäßig und zum Teil schon über mehrere Generationen nachgezüchtet. Ein Teil der im Handel angebotenen Vögel stammt jedoch noch immer aus importierten Vögeln, deren Eingewöhnung unter anderem wegen des schlechten Gesundheitszustandes, in dem die Vögel Europa erreichen, nicht immer problemlos ist. Eingewöhnte Vögel zählen jedoch zu den ausdauerndesten Prachtfinkenarten. Wegen ihres attraktiven Federkleides und angenehmen Gesanges werden Dybowskiastrilde häufig als Ziervogel gehalten. Gegenüber Artgenossen und rot befiederten anderen Vögeln kann das Männchen jedoch aggressiv werden. Sie sind deswegen nur sehr schwer in Gemeinschaftsvolieren zu integrieren. Für das Wohlbefinden der Vögel stellen Volieren mit dichtem Zweigwerk die ideale Unterbringungsweise da.

## Etymologie und Forschungsgeschichte
Die Erstbeschreibung des Dybowskiastrilds erfolgte 1892 durch Émile Oustalet unter dem wissenschaftlichen Namen Lagonosticta Dybowskii. Das Typusexemplar stammte aus der Region Kémo und wurde von Jean Thadée Emmanuel Dybowski (1856–1928) gesammelt. Erst später wurde er der von Hans Edmund Wolters 1943 neu geschaffenen Gattung Euschistospiza zugeschlagen. Dieser Name ist ein griechisches Wortgebilde aus »eu ευ« für »fein«, »skhistos, skhizō σχιστος, σχιζω« für »gespalten, abspalten« und »spiza σπιζα« für »Fink«. Der Artname ist seinem Sammler gewidmet.

## Einzelbelege
1. 1 2 3  Nicolai et al., S. 136
2. 1 2  Émile Oustalet S. 231
3. ↑  Hans Edmund Wolters, S. 189
4. ↑  James A. Jobling S. 154